# Imre Makovecz
Imre Makovecz, né le 20 novembre 1935 à Budapest, Hongrie, et mort le 27 septembre 2011 à Budapest, est un architecte hongrois.
Makovecz est un constructeur de l'architecture organique, notamment en bois. Son travail s'inspire de Frank Lloyd Wright et de Rudolf Steiner ainsi que des arts traditionnels hongrois.

## Œuvres
- Berhida, Restaurant (1964)
- Venise, Shark Restaurant (1965)
- Szekszárd, Fisherman's Inn (1965)
- Balatonszepezd, Cottages (1965)
- Tatabánya, Auberge (1966)
- Gyulavár, Restaurant (1969)

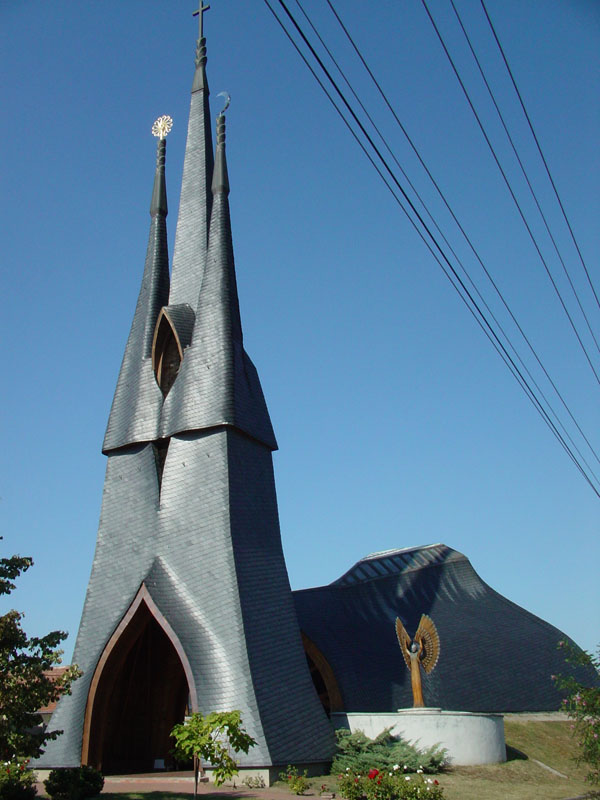
Église catholique romaine, Paks (1987-91)

- Sárospatak, Centre culturel (1972)
- Szentendre, Restaurant (1973)
- Farkasrét, Chapelle funéraire (1975)
- Visegrád, Tourist Lodges (1977)
- Visegrád, Mogyoró Hill, Camping Complex and Recreation Centre (1978)
- Dobogókö, Ski-lift House (1979)
- Visegrád, Farm and Restaurant (1980)
- Jászapáti Cultural Centre (1983)
- Zalaszentlászló, plan et construction du centre culturel (maison du village)en 1985
- Bak, Community Centre (1985)
- Szigetvár, Cultural Centre (1985)
- Siófok, église luthérienne (1986)
- Paks, Holy Spirit Church (1987)
- Sárospatak, École secondaire (1988)
- Überlingen, Ecological Centre (1989)
- Lendava, Théâtre et Hungarian Community Center (1991-2004)
- Eger, Piscine (1993)
- Piliscsaba, Stephaneum (1995)
- Százhalombatta, Church (1995)
- Makó, OnionHouse Théâtre (1995)
- Sfântu Gheorghe, Chapelle funéraire (1996)
- Miercurea-Ciuc, Église catholique romaine (2001)
- Cluj, Église réformée de la rue Donath (2008)
- Timișoara, Centre réformé du nouveau millénaire (2019)

## Galerie

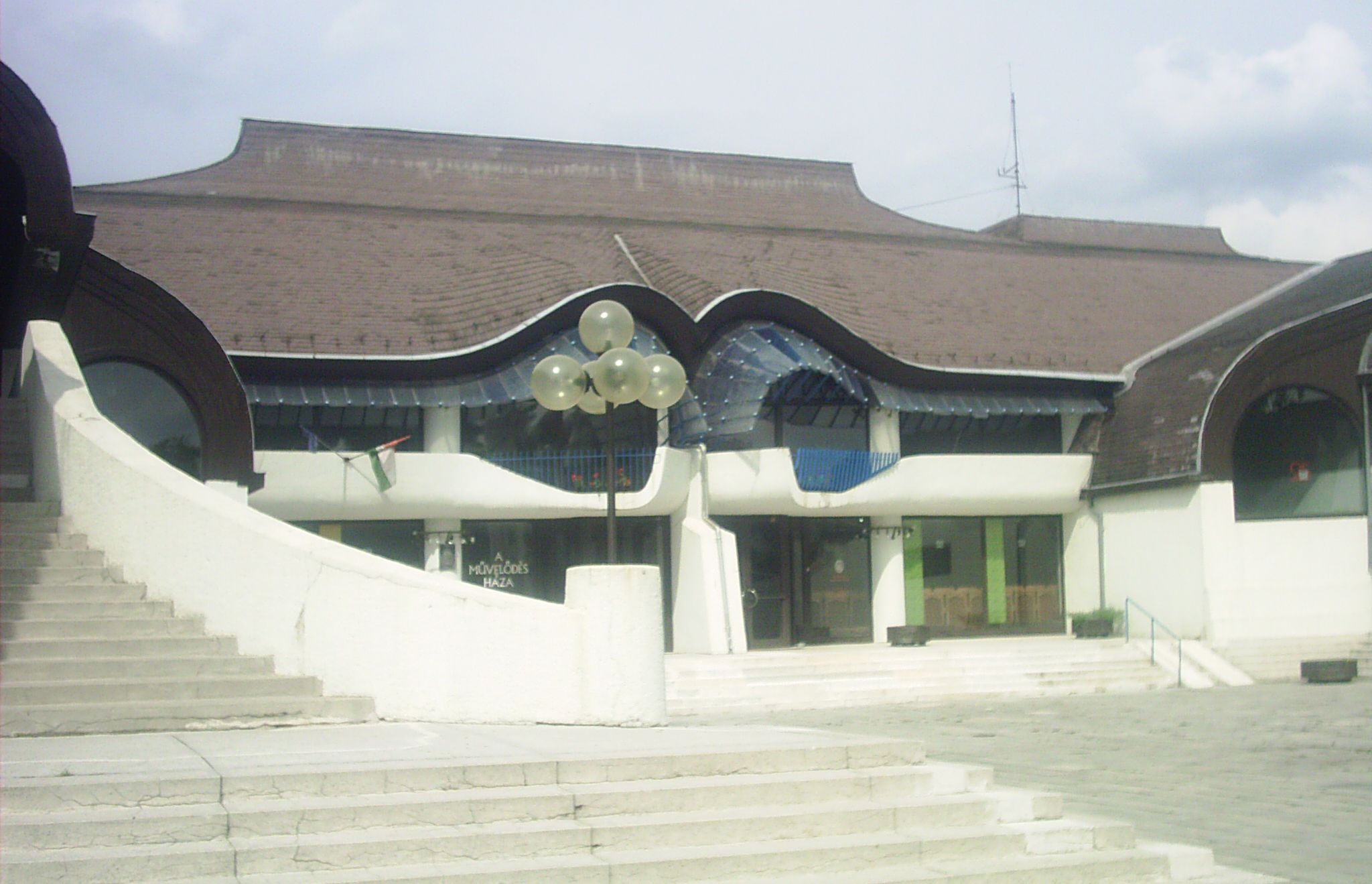
La maison de la culture à Sárospatak
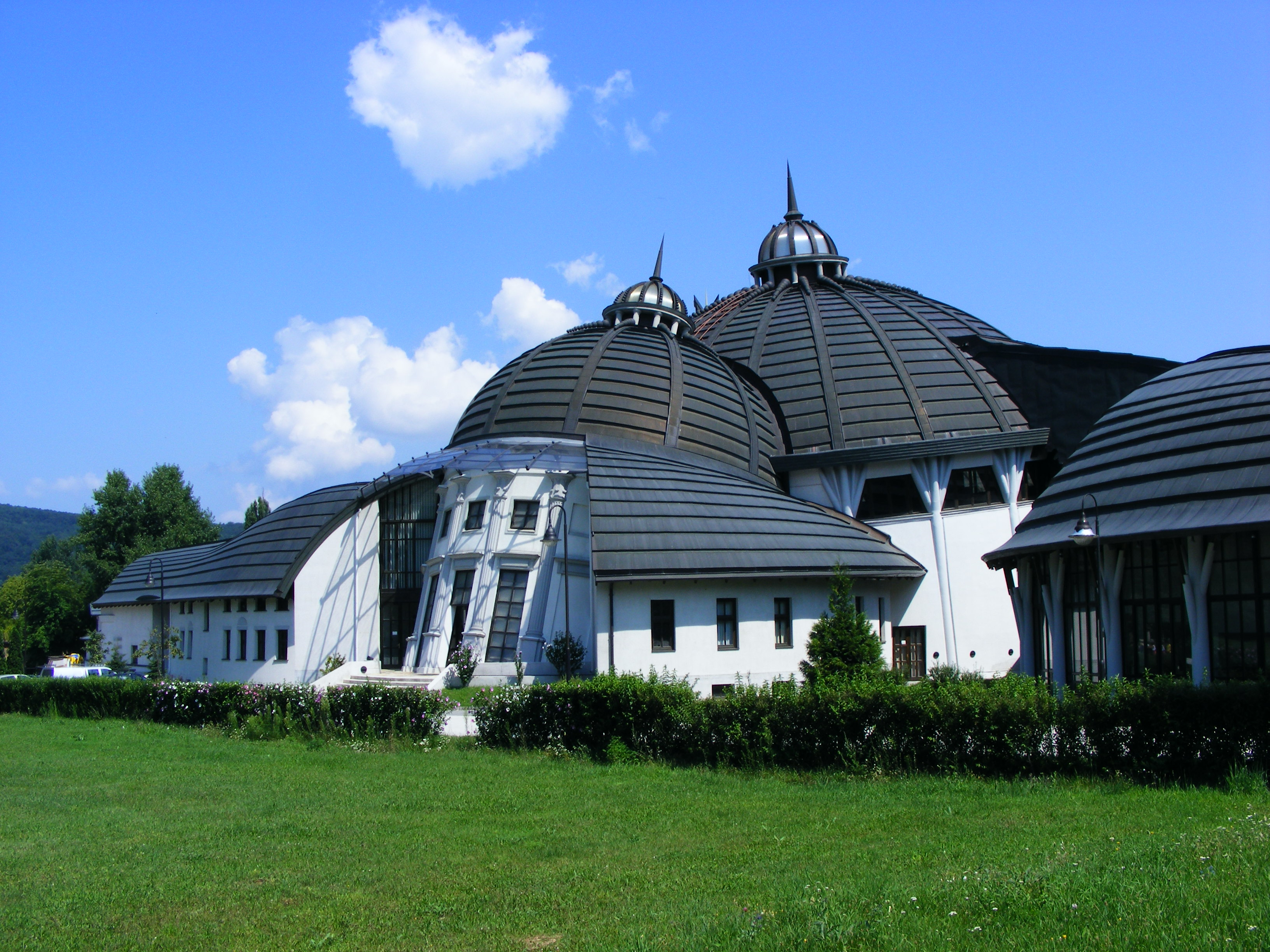
Université catholique Péter Pázmány, Piliscsaba
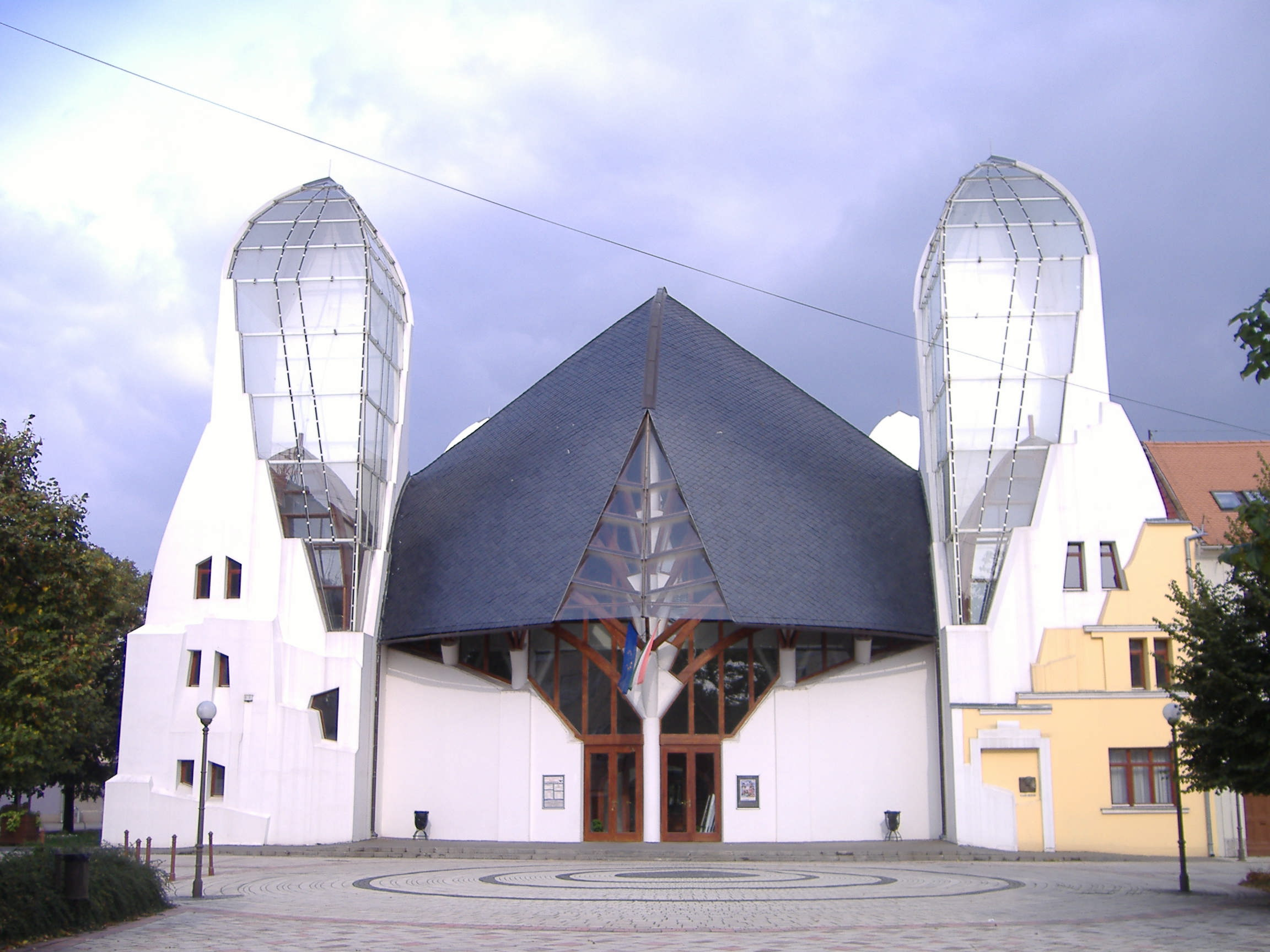
Le théâtre de Makó

### Photos aériennes

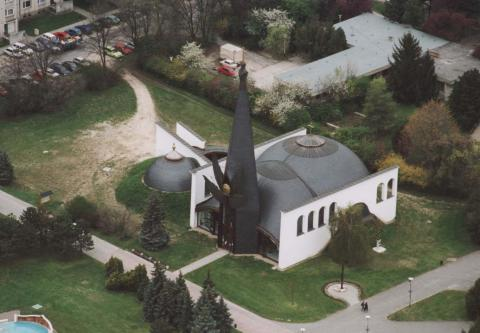
L'église Saint-Étienne de Százhalombatta
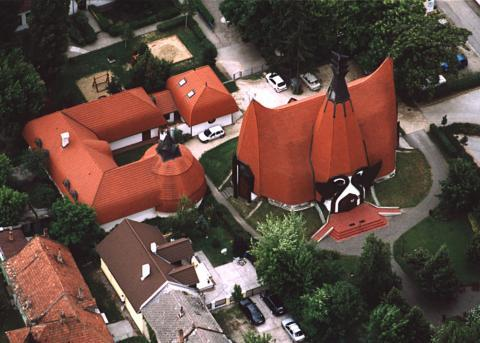
L’église luthérienne de Siófok
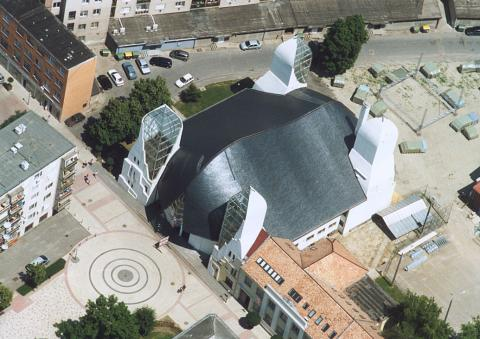
Le théâtre de Makó
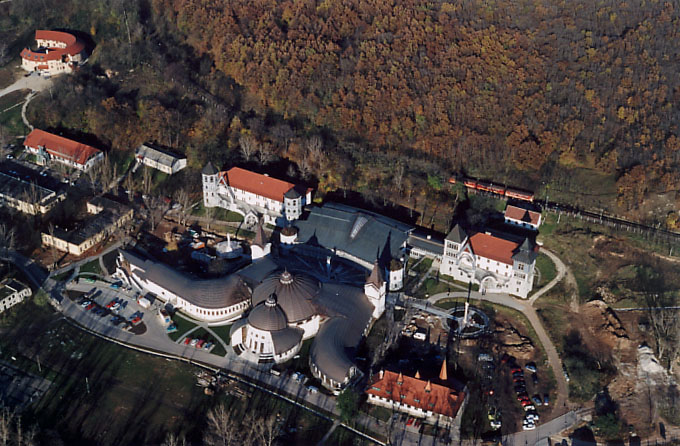
L’Université à Piliscsaba